# Sint-Theresiakapel (Einighausen)
De Sint-Theresiakapel is een kapel in Einighausen in de Nederlands Zuid-Limburgse gemeente Sittard-Geleen. De kapel staat ten zuiden van Einighausen in buurtschap Rosengarten op de hoek van de Heistraat met de Theresiastraat. Aan de andere uiteindes van het dorp staan ook kapellen, te weten de Mariakapel in het noorden aan de Einighauserweg en de Onze-Lieve-Vrouw-van-Rustkapel in het noordoosten op de hoek van de Veeweg met de straat Leeuwerik.
De kapel is gewijd aan Theresia van Lisieux.

## Geschiedenis
In 1937 werd de kapel gebouwd.

## Bouwwerk
De in gele bakstenen gebouwde kapel is opgetrokken op een rechthoekig plattegrond en wordt gedekt door een geknikt zadeldak met pannen.  De kapel heeft een plint van rode bakstenen en in beide zijgevels zijn er elk drie kleine spitsboogvensters met gekleurd glas aangebracht. In de frontgevel bevindt zich de spitsboogvormige toegang tot de kapel dat wordt afgesloten met een smeedijzeren hek. Hoog in de topgevels is een kruis aangebracht door middel van uitspringende bakstenen.
Van binnen is de kapel uitgevoerd in gele bakstenen en tegen de achterwand is het altaar geplaatst. Het altaar bestaat uit een marmeren altaarblad, dat gedragen wordt door twee kolommen van gele bakstenen, met op het altaar een marmeren opzet en sokkel. Aan de voorzijde van de sokkel is een reliëf aangebracht met daarin rozen (verwijzend naar Theresia), een kruis en de letters H T afgebeeld. Op de sokkel staat een beeld van de heilige Theresia. Achter het beeld is in de achterwand een ondiepe spitsboogvormige nis aangebracht die nog eens extra geaccentueerd wordt door een metalen spitsboog met lampjes.